# Королівська академія наук і мистецтв Бельгії

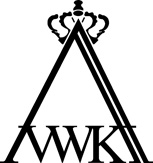
KVAB

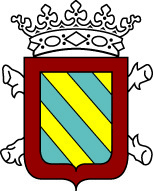
ARB

Королівська академія наук і мистецтв Бельгії (RASAB, англ. The Royal Academies for Science and the Arts of Belgium) — організація, покликана сприяти розвитку наук і мистецтв у Бельгії. З огляду на двомовність країни, ця організація фактично є координатором двох рівноправних національних академій:
- Королівська фламандська академія наук і мистецтв Бельгії (KVAB, нід. Koninklijke Vlaamse Academie van België voor Wetenschappen en Kunsten).
- Королівська академія наук, письменства та витончених мистецтв Бельгії (ARB, фр. Académie royale des sciences, des lettres et des beaux-arts de Belgique).